# ساسون خاچاطریان
ساسون مهری خاچاطریان (ارمنی: Սասուն Մհերի Խաչատրյան؛ زادهٔ ۱۲ نوامبر ۱۹۷۶) حقوق‌دان و سیاستمدار اهل ارمنستان است که از تاریخ ۲۰۲۱ تا کنون سمت رئیس کمیته مبارزه با فساد اداری جمهوری ارمنستان را برعهده دارد. وی پیشتر از تاریخ ۱۱ ژوئن ۲۰۱۸ تا تاریخ ۲۰۲۱ سمت رئیس سرویس تحقیقات ویژه (SIS) جمهوری ارمنستان را برعهده داشت.

## زندگی‌نامه
در ۱۲ نوامبر ۱۹۷۶ در ایروان به دنیا آمد و از دانشکده حقوق دانشگاه دولتی ایروان فارغ‌التحصیل شد. 

## یادداشت
1. ↑  Anti-Corruption Committee
2. ↑  Հայաստանի Հանրապետության հատուկ քննչական ծառայություն